# Haus Wagner-Gewin
Das Haus Wagner-Gewin war ein Bauwerk in Darmstadt und Teil der Darmstädter Künstlerkolonie Mathildenhöhe.

## Geschichte und Beschreibung

### Ursprünglicher Bau
Das Haus Wagner-Gewin war ein zweistöckiges, unterkellertes Einfamilienhaus, das für die Hessische Landesausstellung des Jahres 1908 errichtet wurde. Der niederländische Architekt Johann Christoph Gewin plante das Haus für den Darmstädter Bauunternehmer Ludwig Wagner.
Der Entwurf wurde zunächst vielfach kritisiert. Laut neuer Erkenntnisse ist allerdings ein nahezu identischer Bau im Main-Kinzig-Kreis erhalten.
Das Anwesen wurde 1919 durch den Kunsthistoriker und späteren Direktor des hessischen Landesmuseum, August Feigel erworben und im Anschluss selbst bewohnt.

#### Aufbau
Im Erdgeschoss befanden sich Küche, Diele, Salon, Herrenzimmer, Wohn- und Speisezimmer, Wintergarten und Veranda. Zum Obergeschoss gehörten Diele, Wohnzimmer, Eltern-Schlafzimmer, Bad, zwei Kinderzimmer und eine Veranda. Unter dem zeltförmigen Dach befanden sich drei weitere Zimmer für Personal sowie ein Speicher.
Im Jahr 1930 wurde der dem Grundstück zugekehrte Teil der unterhalb liegenden Fuchsschen Gärten aus der Landesausstellung 1908 dem Grundstück zugeschlagen und anschließend umgestaltet.

#### Zerstörung

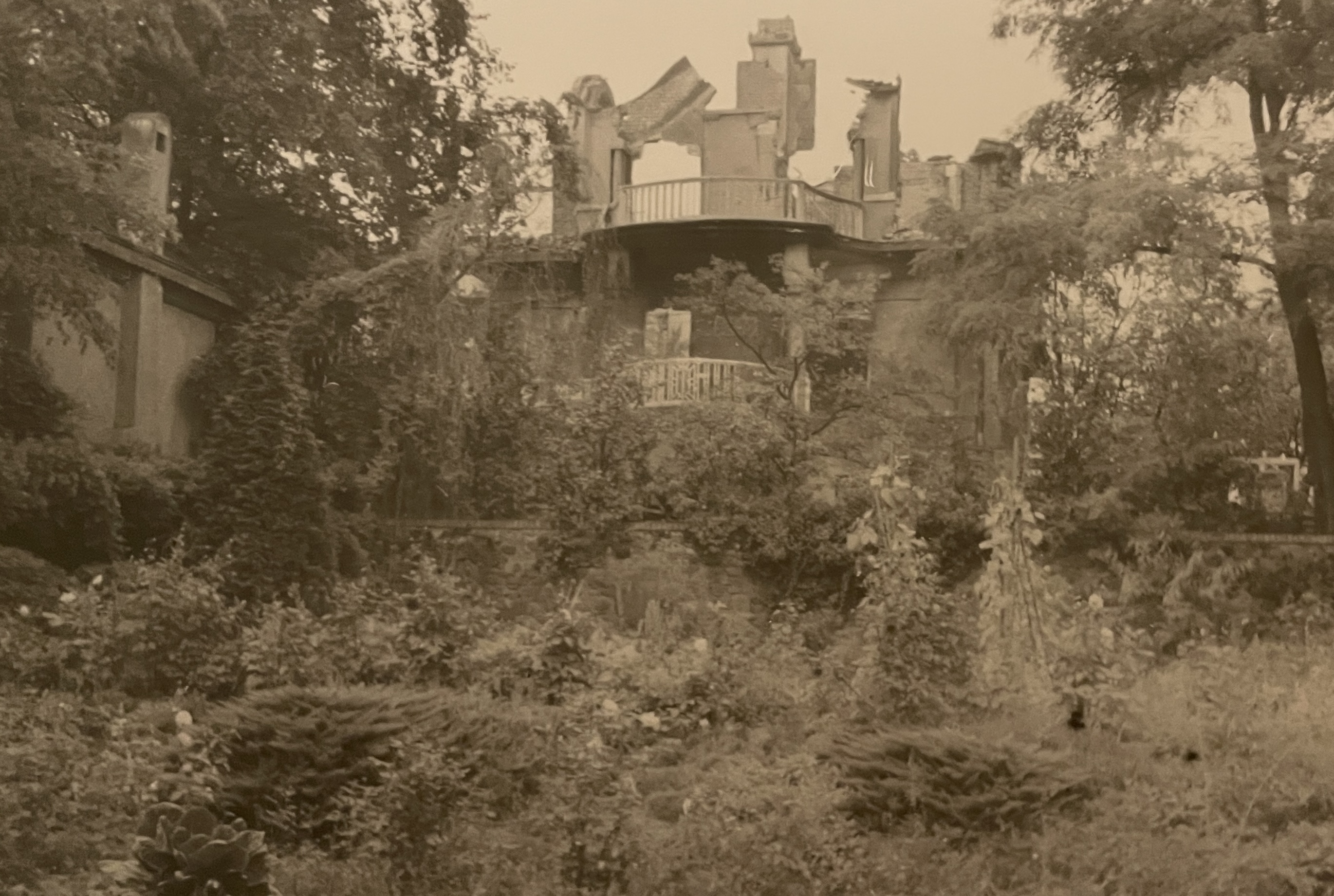
Folgen der Brandnacht 11./12. September 1944

Das Dach des Hauses wurde in der Brandnacht des 11. September 1944 vollständig zerstört und das Haus brannte weitestgehend aus.

##### Gedächniszeichnungen von Dr. Hans Feigel, 1944

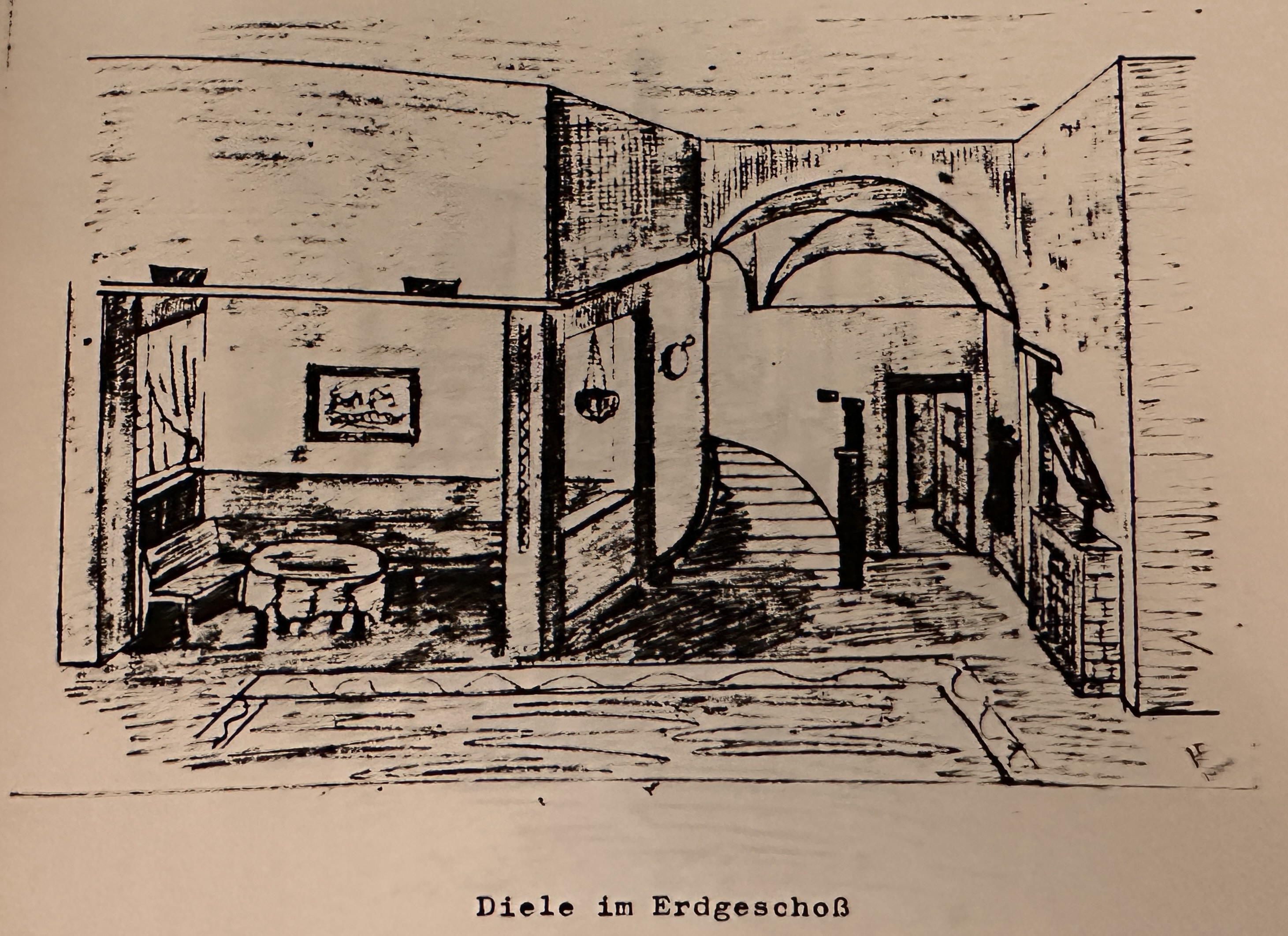
Diele im Erdgeschoss
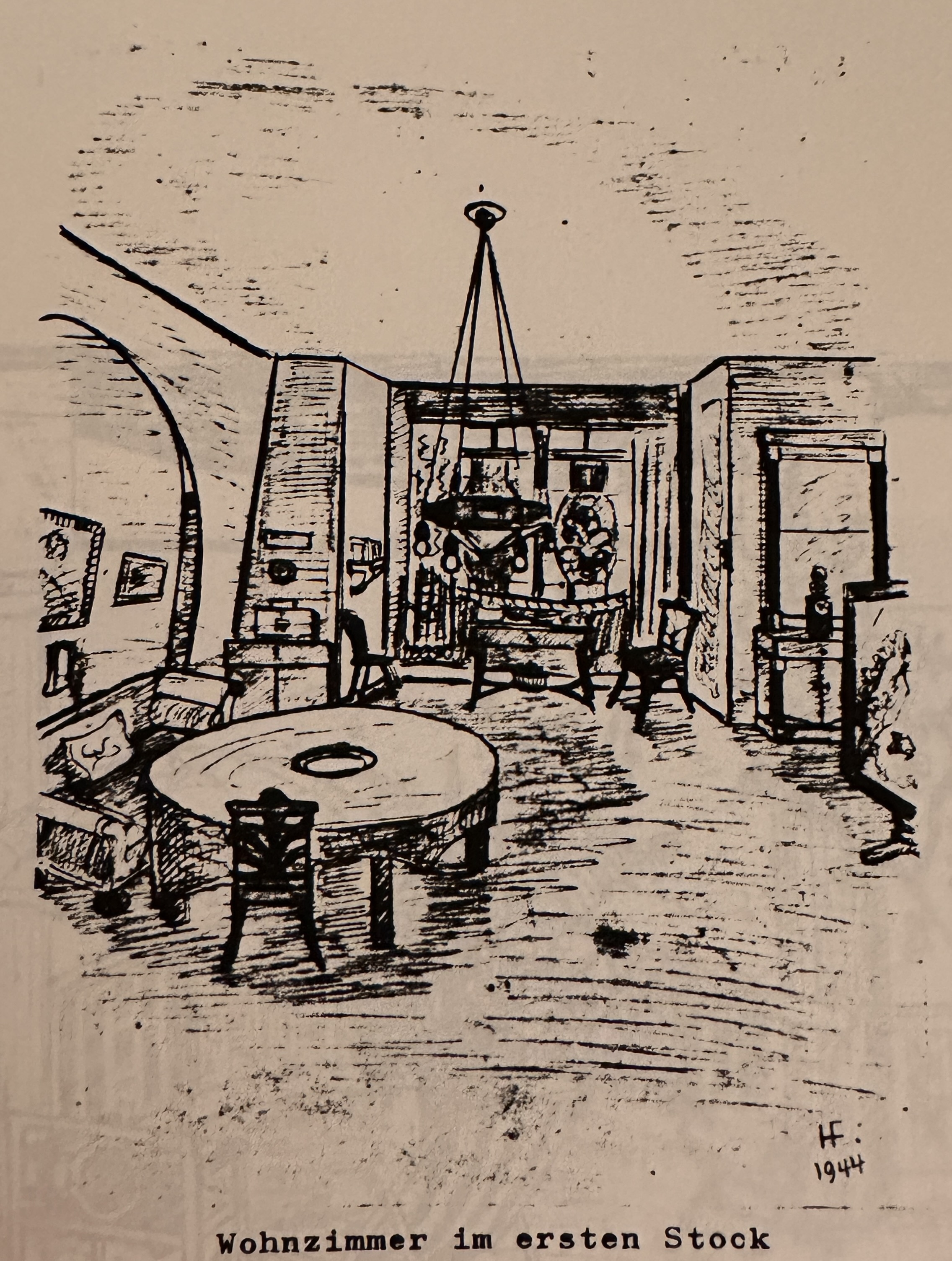
Wohnzimmer im 1. Stock
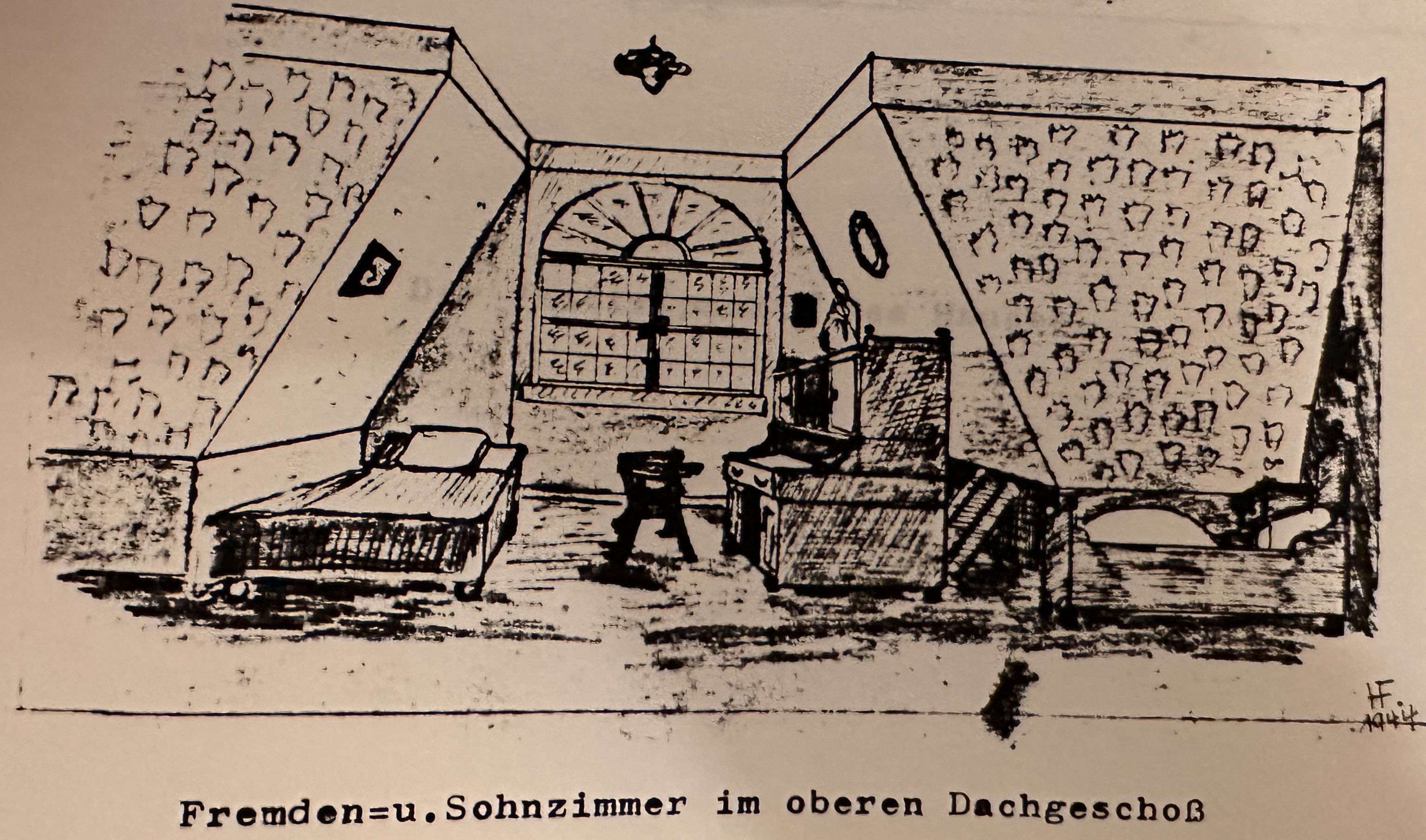
Fremdenzimmer im Obergeschoss
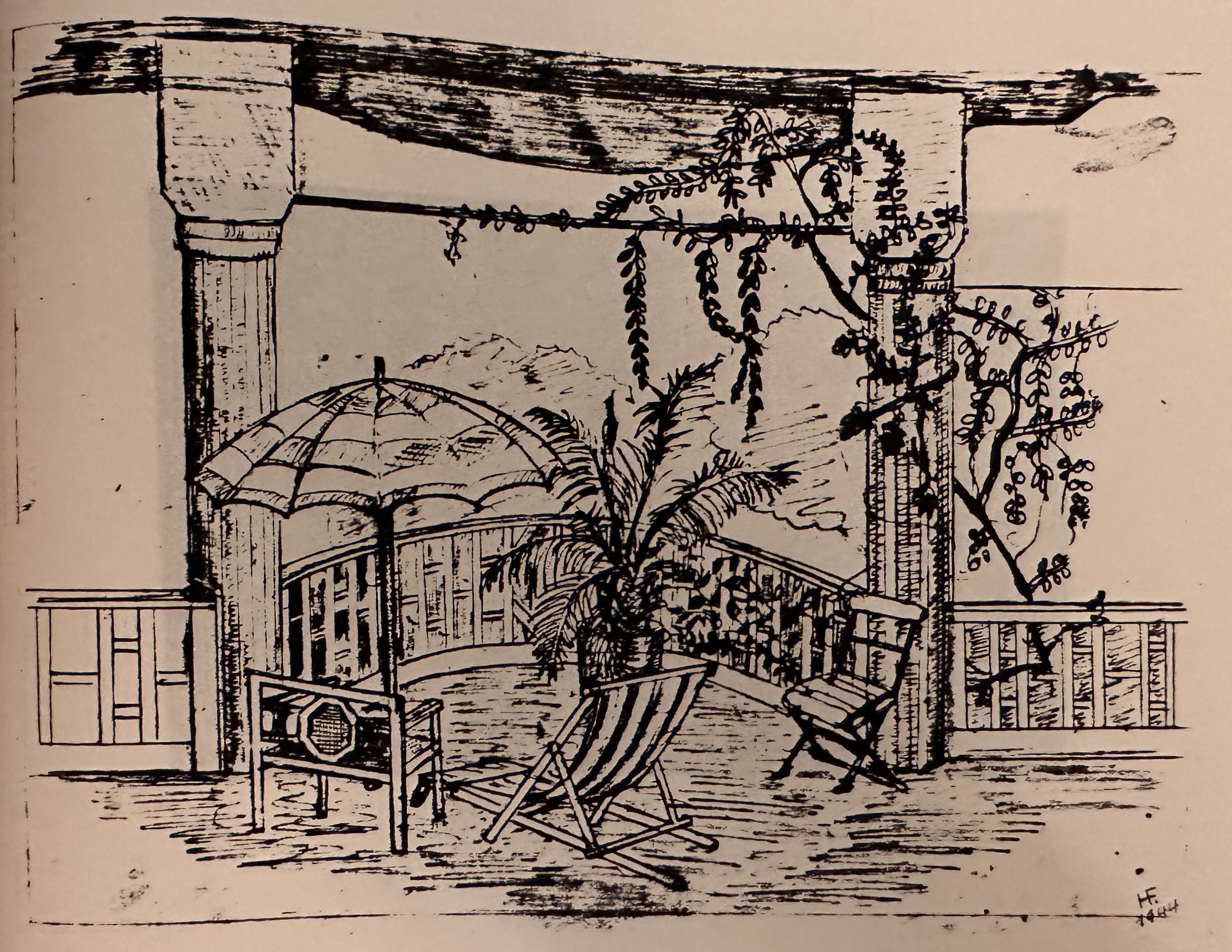
Veranda

### Wiederaufbau

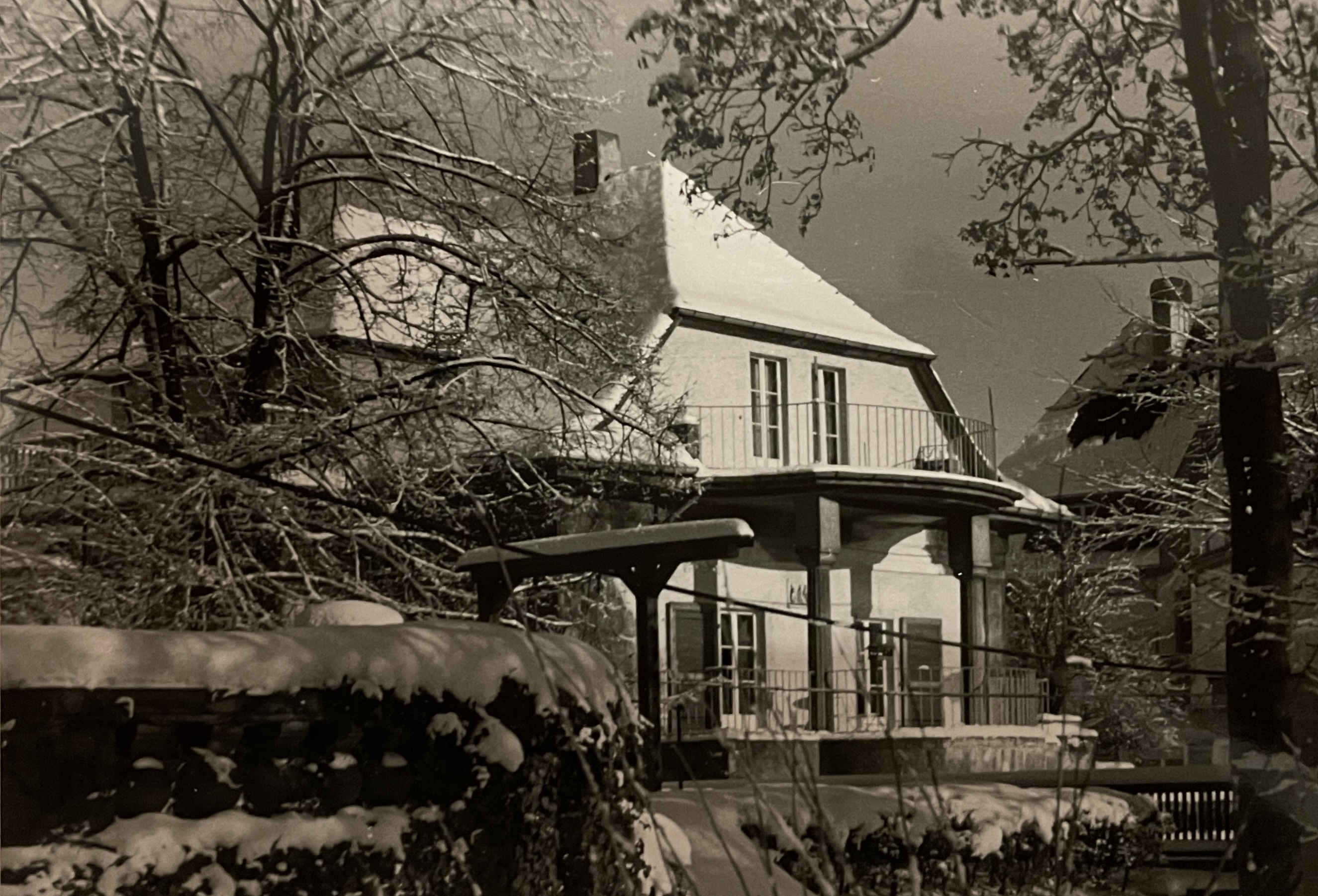
Rückansicht des wiederaufgebauten Haus Wagner-Gewin-Feigel

Im Jahr 1947 erfolgte der Wiederaufbau unter der Bauherrschaft von August Feigel geplant durch den Architekten Rudolf Geil. Aufgrund der Brüchigkeit der erhaltenen Mauern und dem Mangel dieser Zeit fand kein Wiederaufbau in alter Form statt.

#### Abriss
Im Jahr 1968 erfolgte der Abriss und Ersatz durch ein Mehrfamilienhaus.